# Kali-saṅtaraṇa-upaniṣad
El Kali-Saṇṭāraṇa Upaniṣad es un breve texto del Visnuismo de evidente doctrina vedānta (que minimiza o refuta las doctrinas védicas).
- kalisaṃtaraṇopaniṣad, en el sistema AITS (alfabeto internacional para la transliteración del sánscrito).
- कलिसंतरणोपनिषद्, en escritura devanagari del sánscrito.
- Pronunciación: /káli santárana upanishád/.[1]
- Etimología: ‘el [texto] que se aprende debajo [a los pies de un gurú], acerca de la liberación completa en la era de Kali’;[1] siendo
  - kali: ‘dado’, el demonio Kali, Kali-iuga (era de Kali);
  - saṃ: ‘completa’; táraṇa: ‘salvación’;
  - upa: ‘cerca, debajo’; ṇi: prefijo; ṣat: ‘sentarse’.

En la «Muktika Upaniṣad» (de 108 Upanishads), aparece como el número 103.

## Fuente del mantra hare krishna
En este corto texto aparece por primera vez el mantra hare krishna.
Allí se afirma que quien recita este mantra 35 millones de veces (3,5 koṭi) será absuelto de los pecados más graves, como el asesinato de un bráhmana, el robo de oro o las relaciones sexuales con una mujer de la cuarta casta (shudrá).
Los Hare Krishna iniciados tienen la obligación de recitar 16 vueltas a su rosario (yapa mala) que tiene 108 cuentas: es un total de 1.728 mantras completos al día (que recitan muy velozmente en una hora y media). A esa velocidad, lograrían completar los 35 millones de mantras en menos de 55,5 años.

## Datación
Este upanishad es al menos anterior al siglo XVI, cuando el Mantra Hare Krishna fue popularizado por el santón bengalí Chaitania (1486-1534). Algunos autores[cita requerida] consideran que en la época de Chaitania no existía aún este upanishad, que fue creado posteriormente cuando se necesitó una fuente (en los textos sagrados) para explicar el uso que Chaitania hacía de los nombres de Krishná.
Los seguidores de Chaitania, los visnuistas bengalíes (miembros del Vaisnavismo gaudía y entre los que se cuentan los hare krishna de Occidente) creen que fue escrito por el sabio Viasa en el 3100 a. C. (esta fecha surge de los cálculos del astrónomo indio Varaja Mijira [505-587]).
En el momento de su creación, cada Upanishad fue relacionado con alguno de los cuatro Vedas, lo cual les daba una referencia autoritativa y un aire de antigüedad milenaria. Este Kali-samtárana fue adosado ulteriormente al Iayur-veda negro (de principios del I milenio a. C.).

## Texto completo (en sánscrito y español)
| auṃ saha nāvavatu                                               | ¡Om! Que juntos nos proteja a ambos [él], |
| saha nau bhunaktu                                               | que a ambos nos alimente; |
| saha vīryaṃ karavāvahai                                         | que juntos con gran energía podamos trabajar, |
| tejasvi nāvadhītamastu                                          | que nuestro estudio sea vigoroso y efectivo, |
| mā vi-dwiṣāvahai                                                | que no nos odiemos. |
| auṃ śāntiḥ śāntiḥ śāntiḥ                                        | ¡Om, paz, paz, paz! |
|                                                                 | |
| hariḥ auṃ                                                       | Hari om! |
| dvāparānte nārado brahmāṇaṃ jagāma kathaṃ                       | Al final de dwapára iugá, Nárada a Brahmā se aproximó: «¿Por la Tierra cómo |
| bhagavan gāṃ paryaṭan kaliṃ santareyam iti                      | Bhagaván, caminando y vagando, de Kali [cómo] me liberaré así?». |
| sa hovācha brahmā sādhu pṛiṣṭo asmi sarva śruti rahasyaṃ gopyaṃ | Él respondió, Brahmā: «Bien me preguntaste. Escucha lo que todos los śrutis [escrituras sagradas] protegen |
| tachchṛiṇu yena kali saṃsāraṃ tariṣyasi                         | oyendo lo cual el samsara [reencarnación] de Kali se puede cruzar. |
| bhagavata ādi-puruṣasya nārāyanasya nāmochchāraṇamātreṇa        | Bhagaván, el varón primigenio Naraiana [refugio de los varones], mediante la mera pronunciación |
| nir-dhṛita kalir bhavatīti                                      | él sacude a Kali». |
|                                                                 | |
| nāradaḥ punaḥ paprachcha tan nāma kimiti                        | Nárada otra vez preguntó: «¿Ese nombre cuál es?». |
| sa hovācha hiraṇyagarbhaḥ                                       | Esto dijo el nacido en un útero de oro: |
| hare rāma hare rāma                                             | hare rāma, hare rāma, |
| rāma rāma hare hare                                             | rāma rāma, hare hare, |
| hare kṛiṣṇa hare kṛiṣṇa                                         | hare krishná, hare krishná, |
| kṛiṣṇa kṛiṣṇa hare hare                                         | krishná krishná, hare hare. |
| iti ṣoḍaśakaṃ nāmnāṃ kali kalmaṣa nāśanam                       | Estos dieciséis nombres la maldad de Kali destruyen. |
| nātaḥ parataropāyaḥ sarva vedeṣu dṛiśyate                       | No se puede otro medio en todos los Vedas ver. |
| ṣoḍaśa kalāvṛitasya jīvasyāvaraṇa vināśanam                     | Estos dieciséis destruyen las dieciséis kalas [coberturas] del alma. |
| tataḥ prakāśate paraṃ brahma meghāpāye ravi raśmi maṇḍalīveti   | Entonces, se manifiesta el Param Brahman así como cuando las nubes se disipan los rayos del disco solar brillan.                                                                                                |
|                                                                 | |
| punar nāradaḥ paprachcha bhagavan ko asya vidhiriti             | Otra vez Nárada preguntó: «Opulento, ¿qué reglas hay?» |
| taṃ hovācha nāsya vidhiriti                                     | A eso respondió: «No hay reglas. |
| sarvadā śuchir aśuchir vā paṭhan brāhmaṇaḥ                      | En todos los casos, limpio o sucio, por pronunciar un Brahmán |
| salokatāṃ samīpatāṃ sarūpatāṃ sāyujyam eti                      | obtiene salokia [vivir en el mismo planeta que Brahman], samipia [estar en la presencia de Brahman], sarupia [obtener la misma forma que Brahman, de cuatro brazos] o saiuyia [ser absorbido dentro de Brahman] |
| yadāsya ṣoḍaśakasya sārdha tri-koṭīr japati                     | Cualquiera que estas dieciséis palabras 35 millones de veces, recita |
| tadā brahma hatyāṃ tarati                                       | con eso, de matar a un Brahmán [sacerdote] se libera, |
| tarati vīra hatyām                                              | se libera de haber matado a un chatría [vīra: ‘héroe’], |
| svarṇa steyāt pūto bhavati                                      | de robar oro se purifica [puro se vuelve], |
| vṛiṣalīgamanāt pūto bhavati                                     | de copular con una vríshali [mujer de cuarta categoría] se purifica. |
| pitṛi deva manuṣyāṇāmapakārāt pūto bhavati                      | de hacer daño a pitris [antepasados], dioses y hombres, se purifica. |
| sarvadharmaparityāgapāpāt sadyaḥ śuchitāmāpnuyāt                | todos los dharmas abandonando, de todos los pecados se libera. |
| sadyo muchyate sadyo muchyate ityupaniṣat                       | de una vez se libera, de una vez se libera». Así este Upanishad. |
|                                                                 | |
| auṃ saha nāvavatu                                               | ¡Om! Que juntos nos proteja a ambos, |
| saha nau bhunaktu                                               | que a ambos nos alimente; |
| saha vīryaṃ karavāvahai                                         | que juntos con gran energía podamos trabajar, |
| tejasvi nāvadhītamastu                                          | que nuestro estudio sea vigoroso y efectivo, |
| mā vi-dviṣāvahai                                                | que no nos odiemos. |
| auṃ śāntiḥ śāntiḥ śāntiḥ                                        | ¡Om, paz, paz, paz! |